# 芳汀
芳汀（法語：Fantine，又譯：芳婷）是法國作家雨果小說《悲慘世界》裡的主要登場角色。其身世十分悲慘，與斐利克斯·托洛米埃有一私生女珂赛特後便被對方拋棄，為了女兒能付出一切，最後甚至淪為妓女。

## 生平
在小說裡，芳汀被形容為金髮美人，最初住在巴黎，身為女工的她愛上大學生托洛米埃，而因此懷孕，但在一次郊遊後竟被托洛米埃拋棄，芳汀為此感到心碎。她生下女兒，將其命名為珂賽特；隨後便離開巴黎，將珂賽特寄養在蒙费梅伊泰納迪夫婦開設的旅店內，一路來到蒙特洛伊，在市長馬德蘭先生的工廠底下工作。由於貪得無厭的泰納迪夫婦不斷謊稱珂賽特生病而要芳汀多寄錢過去，芳汀為此省吃儉用、拼命工作，將自己的頭髮和兩顆門牙也賣出了。但她竟被工廠女主管以有私生女為由開除，只好淪為娼妓，自此她對市長恨之入骨。
一次芳汀被一個花花公子侮辱，引起爭鬥，而被警長賈維爾逮捕要關入監牢，但她最痛恨的馬德蘭市長卻解救了她，並將其安置於病房由修女看顧。善良的馬德蘭向芳汀作出承諾要接珂賽特回來和她團聚；但中途卻發生變故，馬德蘭被發現是苦役犯尚萬強，賈維爾當著芳汀的面要拘捕馬德蘭，芳汀在絕望中死去。

## 改編
- 在電影《新悲慘世界》裡，由鄔瑪·舒曼飾演該角。
- 在2012年電影《悲慘世界》裡，由安·海瑟威飾演該角[2]。

## 外部連結
- IMDb上芳汀 （页面存档备份，存于）的資料